# سه‌یا-کو، یوکوهاما
سه‌یا-کو (به لاتین: Seya-ku) یک منطقهٔ مسکونی در ژاپن است که در یوکوهاما واقع شده‌است. سه‌یا-کو ۱۷٫۱۱ کیلومتر مربع مساحت و ۱۲۶٬۸۳۹ نفر جمعیت دارد.